# Can-Can (musical)
Can-Can és un musical amb música i lletra de Cole Porter i un llibret d'Abe Burrows. La història tracta sobre les noies de les sales de ball de Montmartre durant els anys 1890.
La producció original de Broadway es va mantenir durant més de dos anys a partir del 1953, i la producció del West End de 1954 també va ser un èxit. Gwen Verdon, en el seu segon paper a Broadway i el coreògraf Michael Kidd, van guanyar el premi Tony i van ser lloats, però tant la partitura com el llibret van rebre crítiques i, en general, els revivals no han rutllat bé.

## Historia de la producció
Després de la prova prèvia a Broadway al Shubert Theatre de Filadèlfia el març de 1953, Can-Can es va estrenar al Shubert Theatre de Broadway el 7 de maig de 1953 i es va tancar el 25 de juny de 1955 després de 892 representacions. La producció original, que també va dirigir Burrows, estava protagonitzada per Lilo com La Mome, Hans Conried com Boris, Peter Cookson com the judge, Gwen Verdon com Claudine, Dania Krupska, Phil Leeds, Dee Dee Wood i Erik Rhodes com Hilaire. Michael Kidd va ser el coreògraf. Segons Ben Brantley, Claudine va ser "el paper que va fer de Gwen Verdon una estrella".
La producció del West End es va estrenar al Coliseum Theatre el 14 d'octubre de 1954 i es van fer 394 representacions. Redirigit per Jerome Whyte, el repartiment va incloure Irene Hilda (La Mome), Edmund Hockridge (Aristide), Alfred Marks (Boris), Gillian Lynne (Claudine) and Warren Mitchell (Theophile).
El 1977 es va intentar un revival a Broadway protagonitzat per l'actriu de cinema Leslie Caron i John Stewart. Produïda per Robert Young, E. Michael Crowley, Robert D'Angelo i Jane Friedlander, la producció es va tancar després de deu setmanes.
El 30 d'abril de 1981 es va estrenar un revival al Minskoff Theatre de Broadway i es va tancar després de cinc representacions i setze prèvies. Va ser dirigida per Burrows amb coreografia de Roland Petit i protagonitzada per Zizi Jeanmaire. Frank Rich va escriure: «... el material mediocre, per molt que s'adorni, encara és material mediocre. "Can-Can" mai va ser un musical de primer ordre, i ara, gairebé tres dècades després de la seva producció original, segueix sent més evident».
Una producció a l'aire lliure del 1983 es va fer al The Muny de St. Louis, protagonitzada per Judy Kaye, John Reardon, John Schuck, Lawrence Leritz, Lorene Yarnell i Beth Leavel to amb excel·lents crítiques. El St. Louis Post-Dispatch va assenyalar que «"Can-Can" es va obrir amb un estil enlluernador, que recorda els dies de glòria de Muny, teixint un encanteri màgic. Judy Kaye ofereix una Pistache robusta i descarada. És gloriosa. Leritz i Yarnell s'uneixen a un estil emocionant. El seu ball és fabulós.»
El revival de Londres al Strand Theatre va tenir lloc des del 26 d'octubre de 1988 fins al 21 de gener de 1989. David Taylor la va dirigir, amb coreografia de Kenn Oldfield, amb un repartiment que va comptar amb Donna McKechnie (Mme. Pistache), Bernard Alane, Norman Warwick, Janie Dee (Claudine) i Milo O'Shea. El productor Lovett Bickford va explicar que «la seva versió era menys un revival que una revisió completa. Per a tots els propòsits i finalitats, es tracta d'un nou espectacle» Tenia un llibre revisat que incorporava cançons de Fifty Million Frenchmen, Nymph Errant, Silk Stockings, Out of This World i altres musicals de Cole Porter.
També el 1988 es va estrenar una gira internacional protagonitzada per Chita Rivera i Ron Holgate. La gira va comptar amb les Rockettes del Radio City Music Hall. Aquesta producció va ser dirigida per Dallett Norris, amb coreografia d'Alan Johnson.
El 2004, el City Center Encores! va fer una producció de concerts escenificada comptant amb Patti LuPone com La Mome Pistache, Michael Nouri (jutge Aristide Forestier), Charlotte d'Amboise (Claudine), David Costabile (Theophile), David Hibbard (Hercule), Michael Goldstrom (Etienne), Reg Rogers i Eli Wallach. Coreografiada per Melinda Roy; posada en escena musical de Casey Nicholaw, amb conjunts de John Lee Beatty i il·luminació de Kenneth Posner.

## Argument
A París, el 1893, la sala de ball de Montmartre, propietat de La Môme Pistache, Bal du Paradis, ha estat amenaçada de ser tancada per un jutge virtuós, Aristide Forestier. Se sent ofès per l'escandalosa, però popular dansa que els atractius ballarins realitzen a la sala de ball, el "Can-Can". El jutge envia la policia per assetjar l'amo i els ballarins, però la policia simpatitza tant amb els ballarins que es resisteixen a declarar contra ells a la cort. El jutge decideix reunir proves ell mateix i fa un viatge al club. Un cop allà, ell i la propietària, La Môme, s'enamoren. Intenta mantenir un secret en la seva identitat, però les noies el reconeixen. Veu el Can-Can i obté proves fotogràfiques de la seva escandalositat. La Môme i els ballarins són enviats a la presó.
Una de les ballarines, Claudine, una noia de safareig de dia, ha estat perseguida per Hilaire, un crític d'art, que té previst acollir un elaborat ball al club. Claudine, que estima un escultor, Boris, es disposa a sopar amb Hilaire perquè el seu escultor rebi una crítica favorable. Ara, amb la propietària i els ballarins tancats, el ball no pot avançar. El jutge lluita pel conflicte entre els seus escrúpols morals i el seu amor per La Môme. Finalment, reconeix que "l'obscenitat està a l'ull de l'espectador". Ell l'insta a escapar, però un periodista aconsegueix una fotografia amb ell besant-la, un escàndol per a ell!
Hilaire critica les escultures de Boris i el covard artista aconsegueix desafiar la crítica a un duel abans de desmaiar-se. Al final, Hilaire escriu una revisió detallada de l'obra de Boris. El jutge Aristide perd el seu judici i és desconcertat, però La Môme i les noies tots van a judici amb ell i totes guanyen els seus casos.

## Números musicals
| I Acte - "Introduction" - "Maidens Typical of France" – Companyia - "Never Give Anything Away" – La Môme Pistache - "C'est Magnifique" – Pistache i Judge Aristide Forestier - "Quadrille" - "Come Along with Me" – Hilaire Jussac - "Come Along with Me" (reprise) - Boris Adzinidzinadze - "Live and Let Live" – Pistache - "I Am in Love" – Judge - "If You Loved Me Truly" – Claudine i Boris - "Montmartre" – Companyia - "Garden of Eden Ballet" - "Allez-Vous-En" – Pistache | II Acte - "Entr'acte" - "Who Said Gay Paree?" – Judge - "Never, Never Be an Artist" – Boris i Companyia - "It's All Right with Me" – Judge - "Every Man Is a Stupid Man" – Pistache - "The Apaches" (ball) - "I Love Paris" – Pistache i Companyia - "Can-Can" – Pistache i Dones - "Finale" – Companyia |

## Resposta de la crítica
Brooks Atkinson, del The New York Times, va escriure: «El senyor Porter i el senyor Burrows estan fascinats per la maldat de Montmartre als anys noranta. Però és el senyor Kidd, el coreògraf, qui fa que el teatre real es desveli a les sales de ball. Ell i els seus ballarins són secs i satírics, i també són enormement experts en la seva interpretació ... Amb Gwen Verdon liderant els ballets amb impudència, imprudència i humor, el ball és espectacular.» En un article posterior, Atkinson, al New York Times, va comentar: «Sens dubte el ballet s'ha convertit per defecte en el principal mitjà d'entreteniment de" Can-Can ". Però la partitura de Cole Porter no és una de les seves millors obres, i el llibret d'Abe Burrows està passat de moda»

## Premis i nominacions

### Producció original de Broadway
| Any  | Premi                | Categoria                               | nominat      | Resultat   |
| ---- | -------------------- | --------------------------------------- | ------------ | ---------- |
| 1953 | Premis Tony          | Millor actriu de repartiment de musical | Gwen Verdon  | GUANYADORA |
| 1953 | Premis Tony          | Millor coreografia                      | Michael Kidd | GUANYADOR  |
| 1953 | Premis Theatre World | Premis Theatre World                    | Gwen Verdon  | GUANYADORA |

### Revival de Broadway 1981
| Any  | Premi       | Categoria           | nominat             | Resultat |
| ---- | ----------- | ------------------- | ------------------- | -------- |
| 1981 | Premis Tony | Millor escenografia | David Mitchell      | nominat  |
| 1981 | Premis Tony | Millor vestuari     | Franca Squarciapino | nominat  |
| 1981 | Premis Tony | Millor coreografia  | Roland Petit        | nominat  |